# Apriyani Rahayu
Apriyani Rahayu (29 de abril de 1998) es una deportista indonesia que compite en bádminton, en la modalidad de dobles.
Participó en dos Juegos Olímpicos de Verano en los años 2020 y 2024, obteniendo una medalla de oro en Tokio 2020 en la prueba de dobles. Ganó tres medallas en el Campeonato Mundial de Bádminton entre los años 2018 y 2023.

## Palmarés internacional
| Juegos Olímpicos   | Juegos Olímpicos       | Juegos Olímpicos  | Juegos Olímpicos |
| Año                | Lugar                  | Medalla           | Prueba           |
| ------------------ | ---------------------- | ----------------- | ---------------- |
| 2020               | Tokio (Japón)          | Medalla de oro    | Dobles           |
| Campeonato Mundial |                        |                   |                  |
| Año                | Lugar                  | Medalla           | Prueba           |
| 2018               | Nankín (China)         | Medalla de bronce | Dobles           |
| 2019               | Basilea (Suiza)        | Medalla de bronce | Dobles           |
| 2023               | Copenhague (Dinamarca) | Medalla de plata  | Dobles           |